# Ziram
|  | Per a altres significats, vegeu «Thiram ». |

Ziram o Zinc Dimetilditiocarbamat és un fungicida del grup dels carbamats. És un fungicida d'acció per contacte i polivalent que actua sobre la germinació de les espores dels fongs i controla nombrosos paràsits fúngics interns (endoparàsits) Es fa servir en agricultura specialment en fruticultura ruixat sobre les fulles per al control d'infeccions fúngiques. També es fa servir per al tractament de les llavors per millorar-ne la germinació. Aquest producte químic també s'usa en la fabricació de la goma.

## Manera d'actuació
En contacte amb el teixit vegetal es degrada de la sal organometàl·lica al corresponent àcid ditiocarbàmic que es divideix en dimetilamina i sulfur de carboni. Ambròs compostos són volàtils i penetren en la cèl·lula del fong on es reuneixen per a formar un ió ditiocarbàmic el qual, oxidat a thiram, reacciona amb els radicals sulfhídrics dels enzims

## Perillositat
- Molt tòxic (T+) i perillós pel medi ambient (N).
- Perillositat per la Fauna
  - Terrestre: Categoria A: Baixa perillositat per a mamífers i aus
  - Aqüícola: Categoria C: Molt perillós per als peixos
  - Apícola: Compatible amb les abelles.

## Ús
En fruiters de pinyol i de llavor, cítrics i arbres i herbàcies ornamentals contra les malalties provocades per fongs com l'antracnosi, el cribat, Fusicoccum, garrofat, Gloesporium, Monilia, el rovell, Septoria, motejat i altres.
És un repel·lent per a ocells i rosegadors.
Es fa servir en dosis de 0,2 a 0,3% (de 200 a 300 grams per 100 litres d'aigua).
No s'ha de fer servir en combinació amb productes que continguin ferro, coure, mercuri, TEPP, òxid de calci i arseniat de calci.